# Estribo

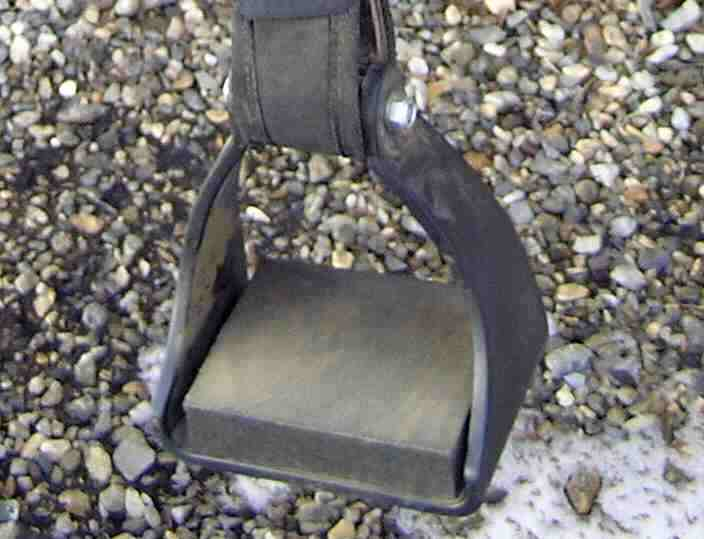
Um estribo de trabalho moderno em uma sela de enduro

Um estribo é uma estrutura leve ou anel que segura o pé de um cavaleiro, preso à sela por uma correia. Os estribos geralmente são emparelhados e são usados para ajudar na montagem e como suporte ao usar um animal de montaria (geralmente um cavalo ou outro equino, como uma mula). Eles aumentam muito a capacidade do cavaleiro de permanecer na sela e controlar a montaria, aumentando a utilidade do animal para os humanos em áreas como comunicação, transporte e guerra.
Na antiguidade, os primeiros apoios para os pés (surgidos na Índia no século II a.C.) consistiam em pilotos que colocavam os pés sob uma cilha ou usando uma simples alça para o dedo do pé. Mais tarde, um único estribo foi usado como auxílio na montagem, e estribos emparelhados surgiram após a invenção da árvore de sela. Na China, o estribo apareceu nos primeiros séculos depois de Cristo e pode ter se espalhado para o oeste através dos povos nômades da Eurásia Central. Alguns estudiosos acreditam que os sármatas foram os primeiros a criar estribos verdadeiros durante o século I a.C.. O uso de estribos emparelhados é creditado à Dinastia Jin, chinesa, e veio para a Europa durante a Idade Média. Alguns argumentam que o estribo foi uma das ferramentas básicas usadas para criar e difundir a civilização moderna, possivelmente tão importante quanto a roda ou a prensa tipográfica.

## História

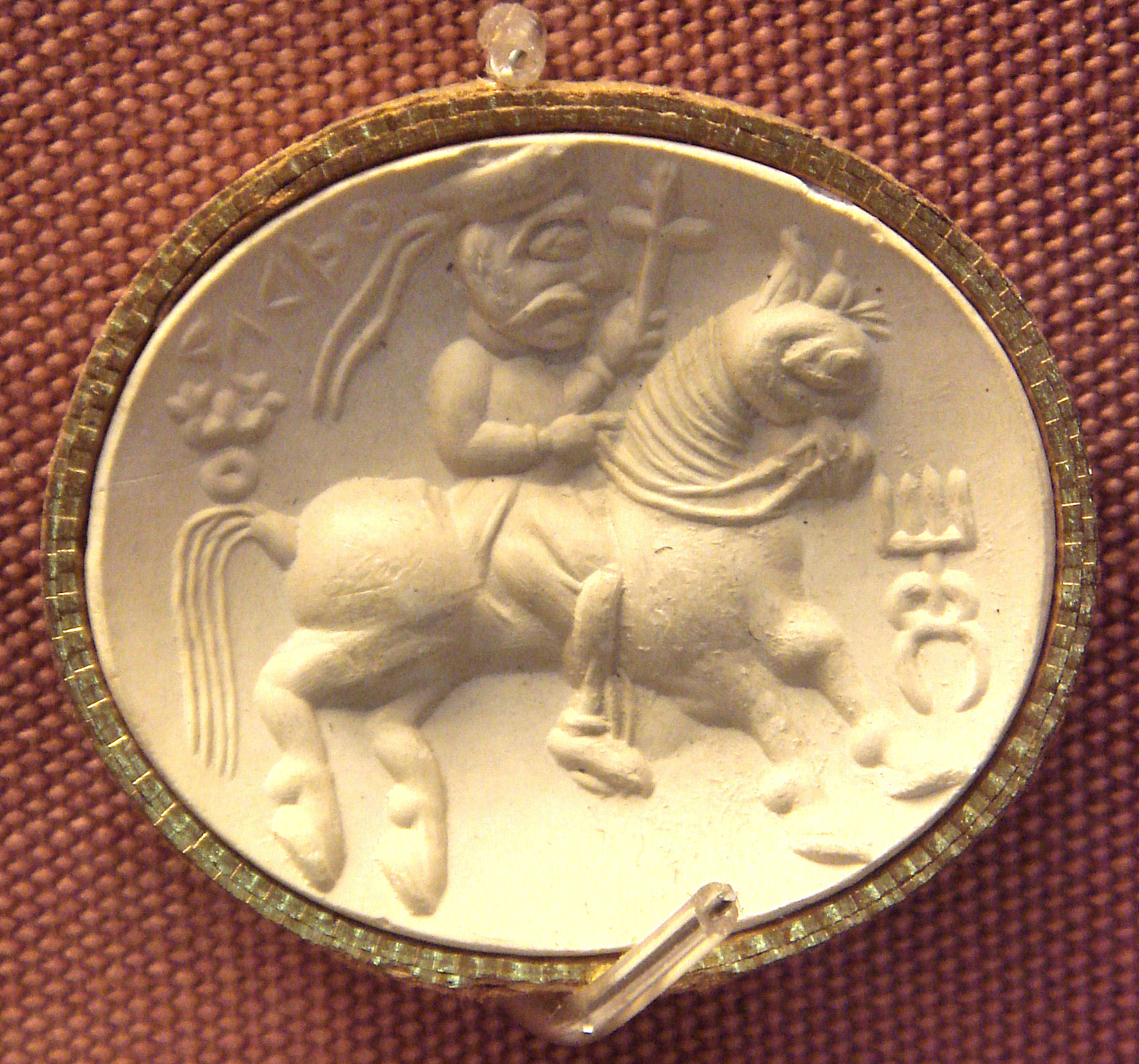
Representação de uma divindade Kushan usando um estribo em estilo de plataforma, por volta de 150, no Museu Britânico

O estribo, que dá maior estabilidade ao cavaleiro, já foi descrito como uma das invenções mais significativas da história da guerra, antes da pólvora. Como uma ferramenta que permite a expansão do uso de cavalos na guerra, o estribo é frequentemente chamado de terceira etapa revolucionária no equipamento, depois da carruagem e da sela. As táticas básicas da guerra montada foram significativamente alteradas pelo estribo. Um cavaleiro apoiado em estribos tinha menos probabilidade de cair durante a luta e poderia desferir um golpe com uma arma que empregasse melhor o peso e o impulso do cavalo e do cavaleiro. Entre outras vantagens, os estribos proporcionavam maior equilíbrio e suporte ao cavaleiro, o que permitia ao cavaleiro para usar uma espada com mais eficiência sem cair, especialmente contra adversários de infantaria.

### Precursores
A invenção do estribo ocorreu relativamente tarde na história, considerando que os cavalos foram domesticados por volta de 4 500, e os primeiros equipamentos semelhantes a sela conhecidos eram panos com franjas ou almofadas com protetores de peito e garras usadas pela cavalaria assíria por volta de 700 a.C.
A primeira manifestação do estribo foi uma alça que prendia o dedão do pé e foi usada na Índia no final do século II a.C., embora possa ter aparecido já em 500 a.C. Este antigo apoio para os pés consistia em uma corda enrolada para o dedão do pé, que ficava na parte inferior de uma sela feita de fibra ou couro. Essa configuração era adequada para o clima quente do sul e centro da Índia, onde as pessoas costumavam andar a cavalo descalças. Um par de barras de ferro duplas dobradas megalíticas com curvatura em cada extremidade, escavadas em Junapani, no estado indiano de Mádia Pradexe foram considerados estribos, embora também pudessem ser outra coisa. Esculturas budistas nos templos de Sanchi, Matura e as cavernas Baja que datam do século II e I a.C. ilustram cavaleiros cavalgando com selas elaboradas, com os pés enfiados sob as cilhas. A este respeito, o arqueólogo John Marshall descreveu o relevo Sanchi como "o exemplo mais antigo, por cerca de cinco séculos, do uso de estribos em qualquer parte do mundo". Alguns acreditam que o grupo nômade da Ásia Central, conhecido como sármatas, desenvolveu os primeiros estribos.
A invenção da árvore de sela maciça permitiu o desenvolvimento do verdadeiro estribo como é conhecido hoje. Sem uma árvore sólida, o peso do cavaleiro nos estribos cria pontos de pressão anormais que tornam as costas do cavalo doloridas. Estudos de termografia modernos em designs de selas "sem árvores" e de árvores flexíveis descobriram que existe um atrito considerável ao longo da linha central do dorso de um cavalo. Uma moeda de Quinto Labieno, que estava a serviço da Pártia, cunhada por volta de 39 a.C. retrata no verso um cavalo selado com objetos pendurados. Smith sugere que são pendentes, enquanto Thayer sugere que, considerando o fato de os partos serem famosos por seu arco e flecha montado, os objetos são estribos, mas acrescenta que é difícil imaginar por que os romanos nunca teriam adotado a tecnologia.
Na Ásia, as primeiras selas com árvores sólidas eram feitas de feltro que cobria uma moldura de madeira. Esses projetos datam de aproximadamente 200 a.C.. Uma das primeiras selas de árvore sólida no oeste foi usada pela primeira vez pelos romanos no século I a.C., mas este projeto também não tinha estribosr.

### China e Coréia

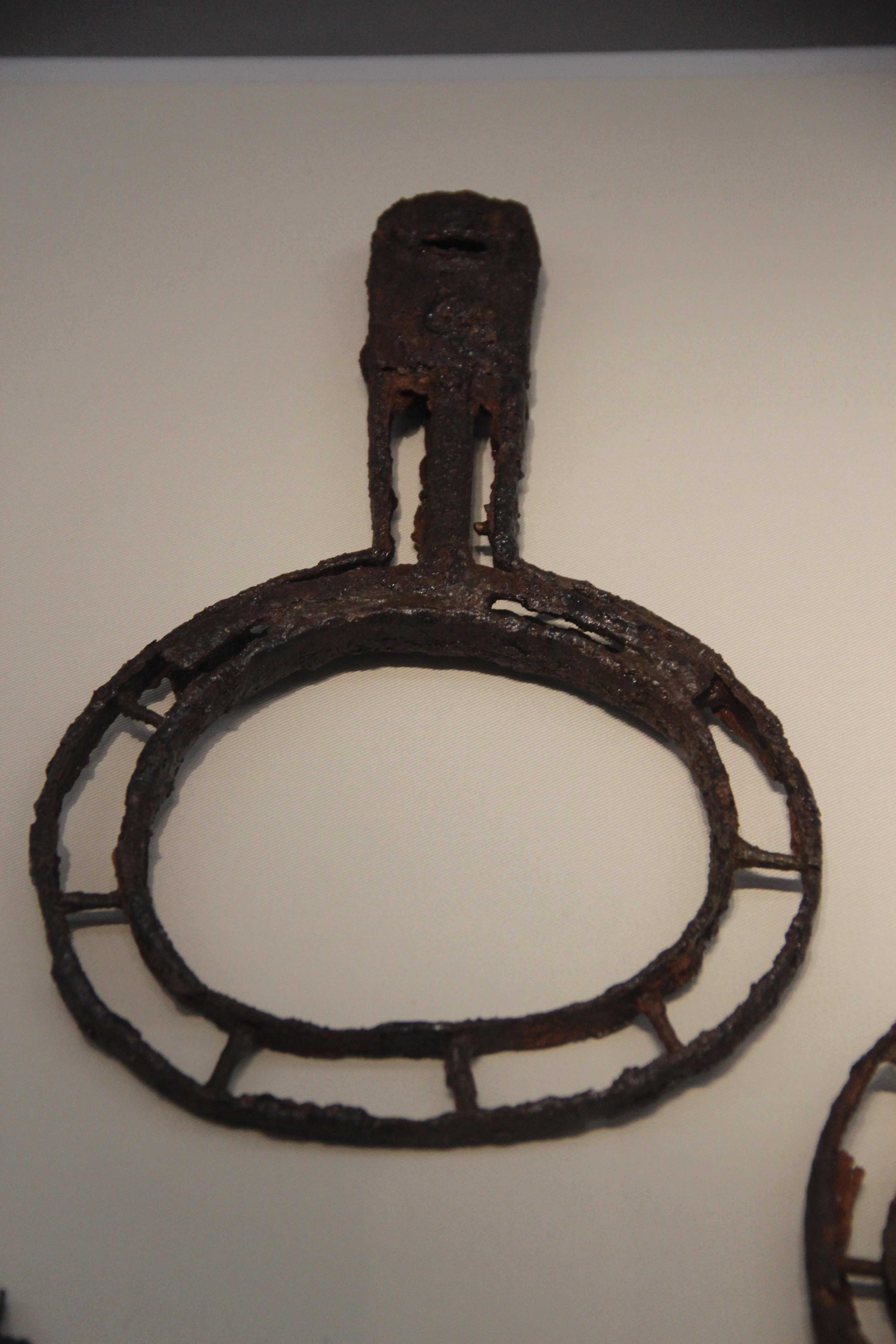
Estribo do reino de Baekje da Coreia

Especula-se que estribos podem ter sido usados na China já na dinastia Hã (206 a.C.–220 d.C.). Estribos foram usados na China o mais tardar no início do século IV. Uma estatueta funerária representando um estribo datado de 302 foi desenterrada de uma tumba da dinastia Jin Ocidental perto de Changsha. O estribo representado é um estribo de montagem, colocado apenas de um lado do cavalo e muito curto para cavalgar. A representação confiável mais antiga de um estribo de equitação dupla face de comprimento total também foi desenterrada de uma tumba de Jin, desta vez perto de Nanjing, datando do período Jim Oriental, em 322. Os primeiros estribos duplos existentes foram descobertos na tumba de um nobre Yan do Norte, Feng Sufu, que morreu em 415. Estribos também foram encontrados em tumbas de Goguryeo que datam dos séculos IV e V, mas estes não contêm nenhuma data específica. O estribo parecia estar em uso generalizado em toda a China por volta de 477.

O aparecimento do estribo na China coincidiu com o surgimento da cavalaria fortemente blindada na região. Datado de 357, o túmulo de Dong Shou mostra cavaleiros totalmente blindados, bem como cavalos. Referências a "cavalaria de ferro" e "cavalo de ferro" começaram a aparecer ao mesmo tempo e casos de armaduras de cavalo capturadas em números tão altos quanto 5000 e 10 000 são registrados. Além dos estribos, a tumba de Feng Sufu também continha placas de ferro para a armadura lamelar. A cavalaria pesada blindada dominaria a guerra chinesa desde o século IV até o início da dinastia Tang quando os militares fizeram a transição para a cavalaria leve. A teoria de A. von Le Coo sobre a invenção do estribo é que era uma engenhoca criada por pessoas montadas que queriam tornar a cavalgada menos cansativa ou por aqueles que não estavam acostumados a cavalgar para obter as habilidades necessárias para competir com seus adversários.

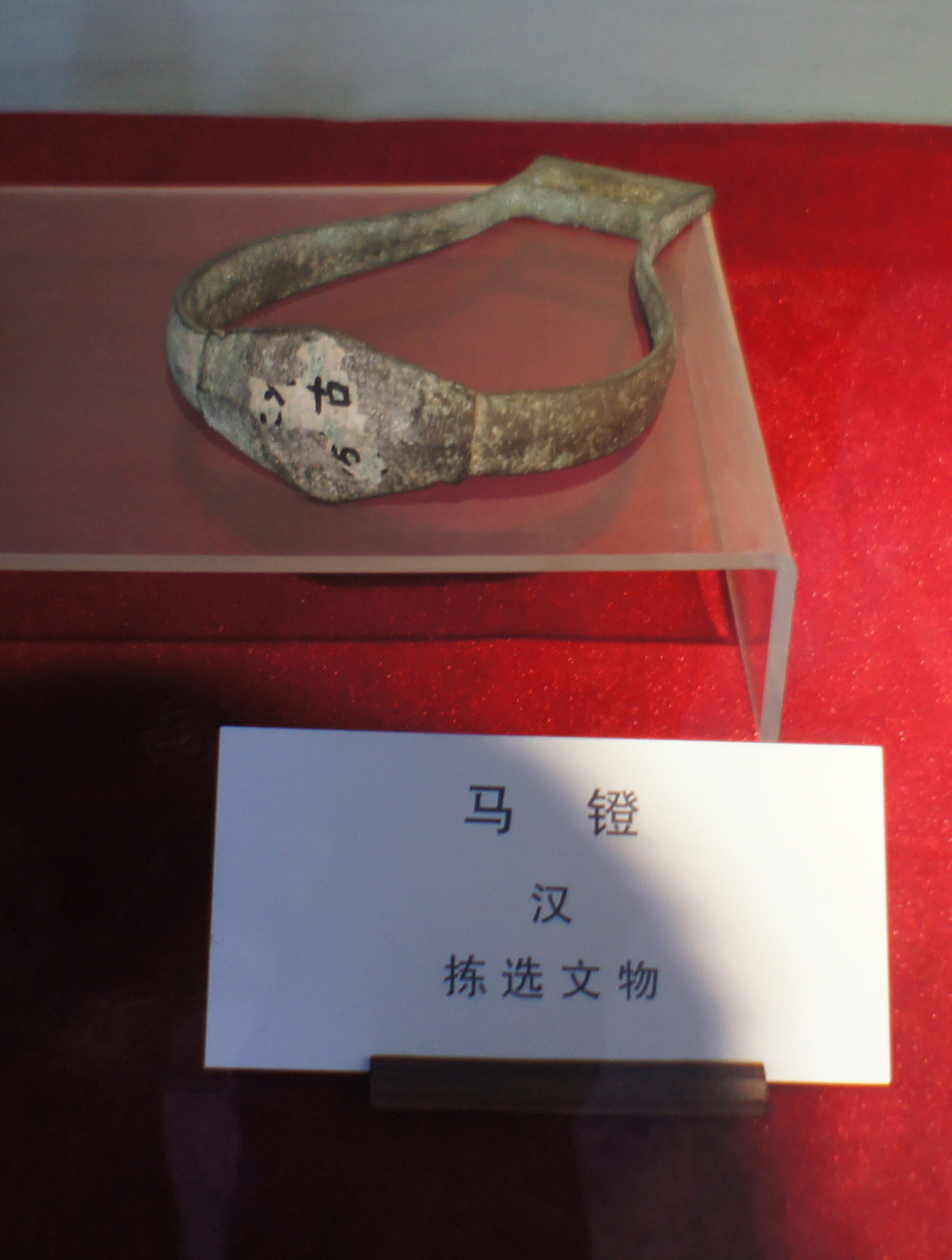
Estribo de montagem da dinastia Hã
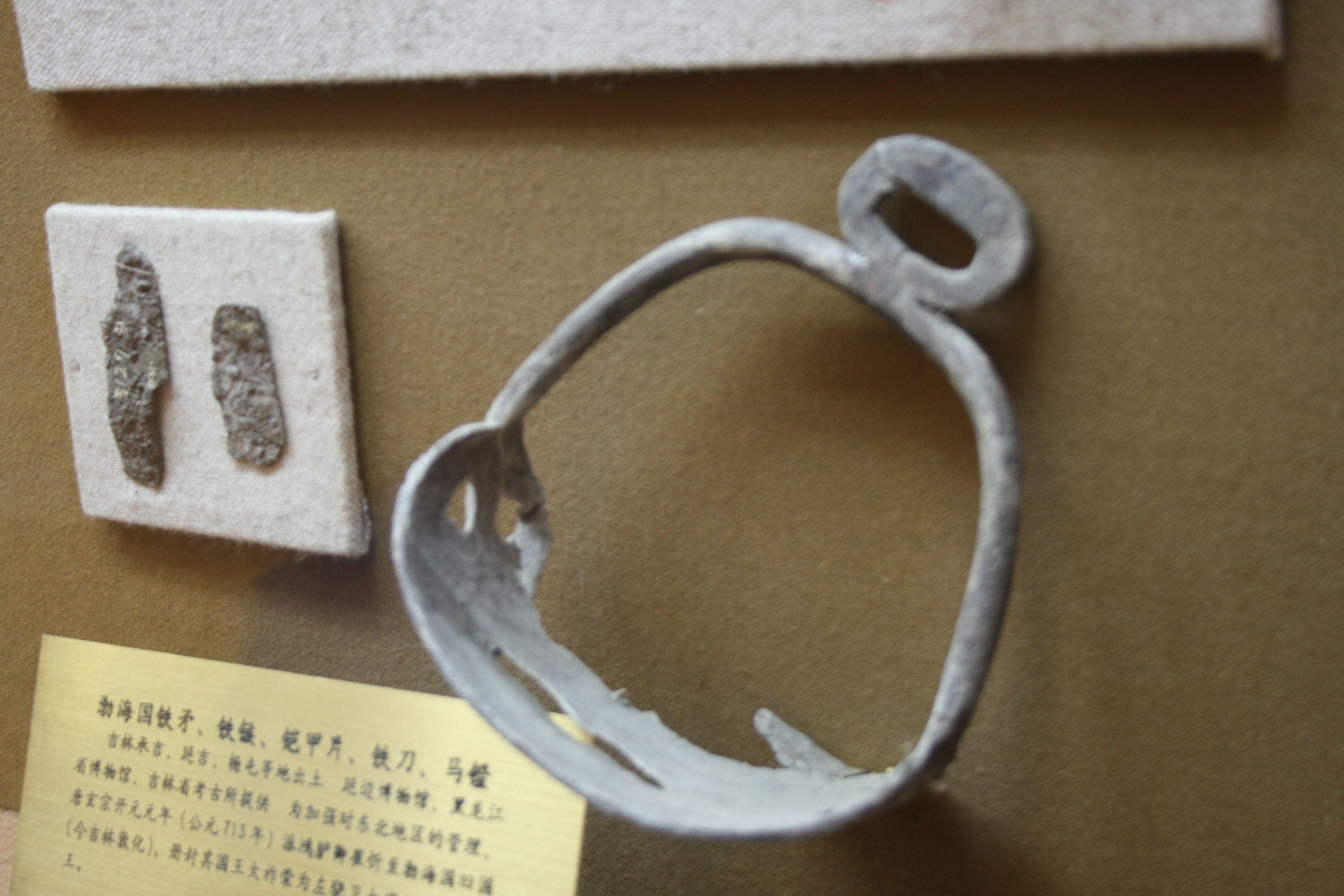
Estribo de montagem hã
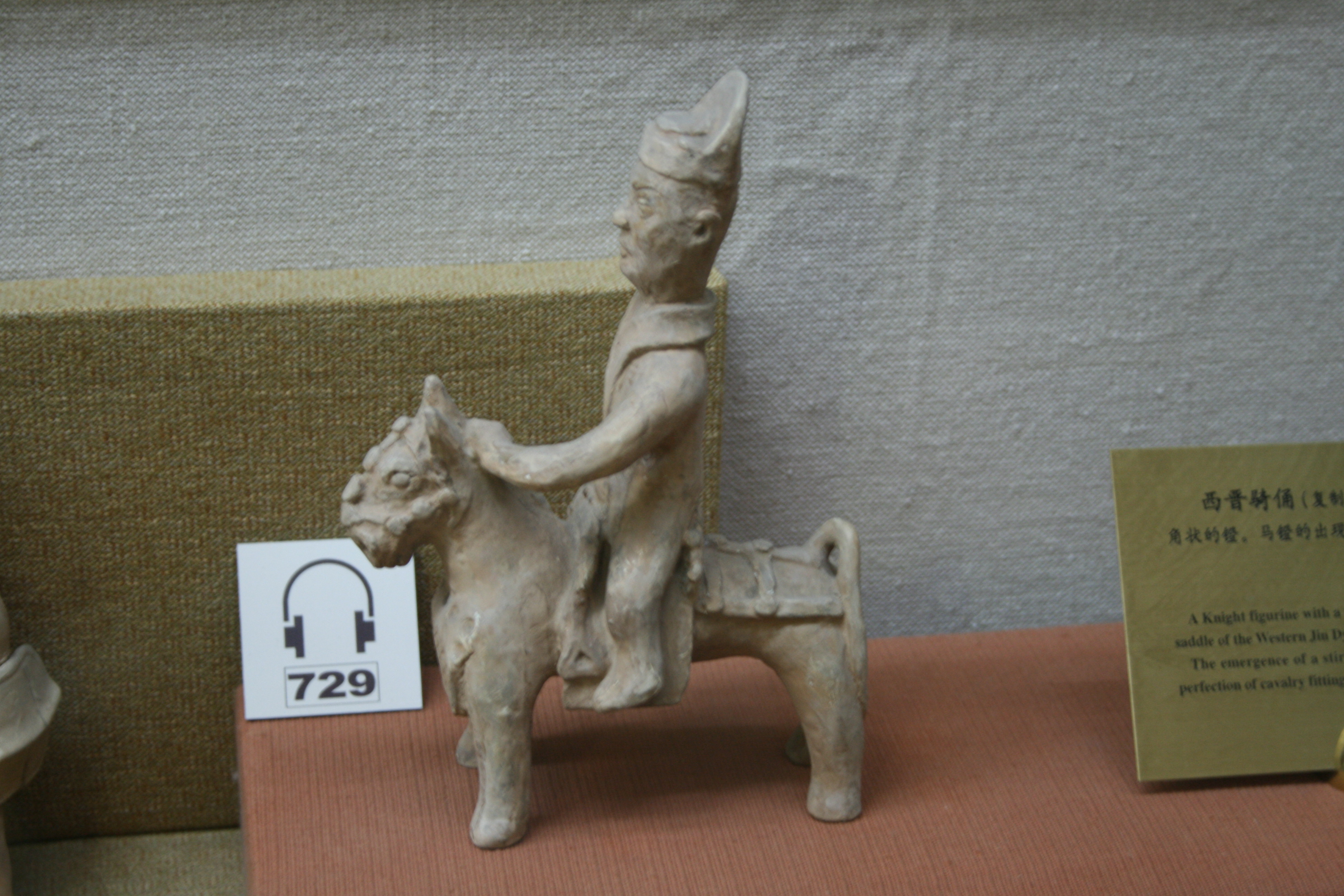
Uma estatueta funerária com um estribo de montagem, datada de 302, desenterrada perto de Changsha.
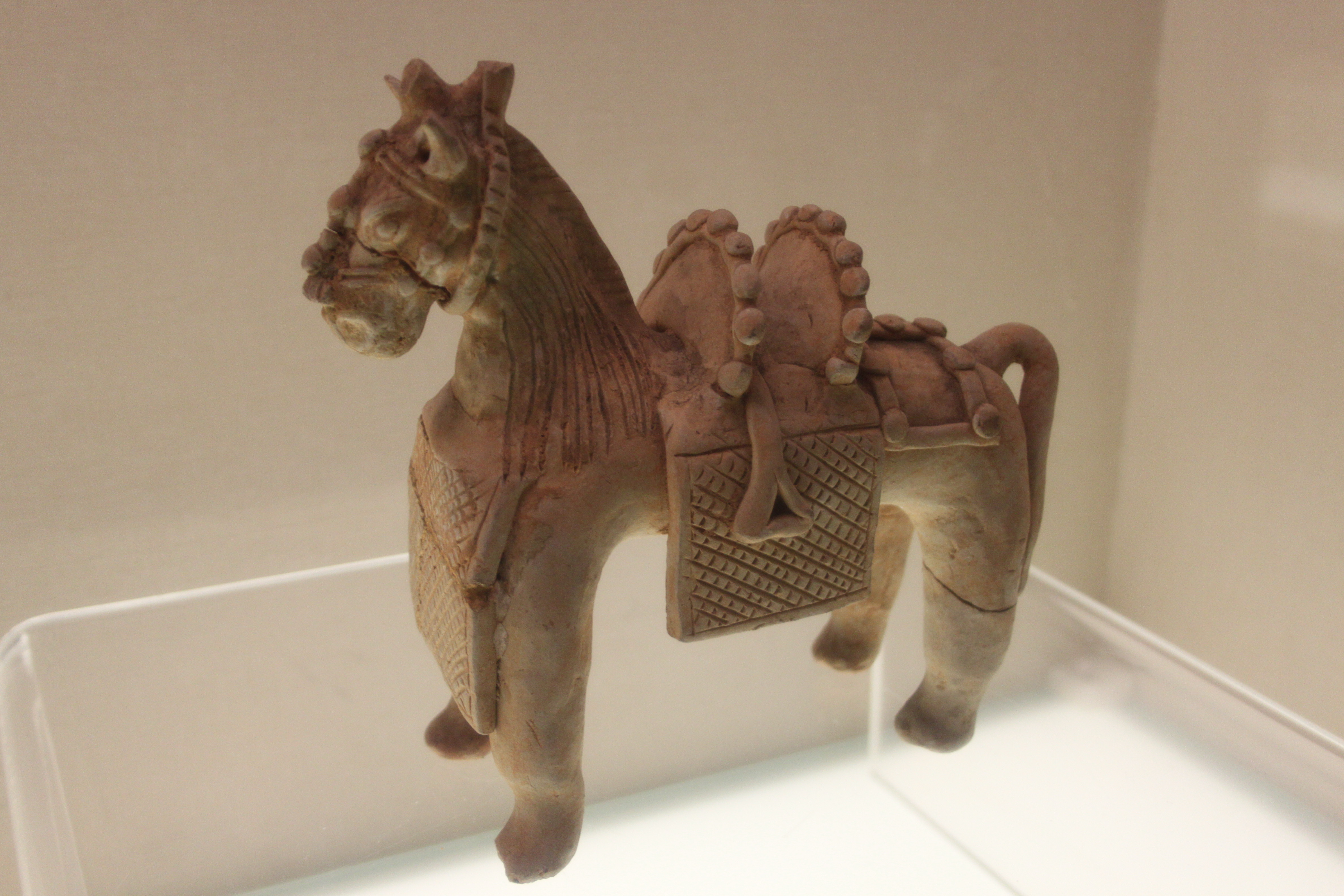
Estatueta de cavalo com estribo, Western Jin
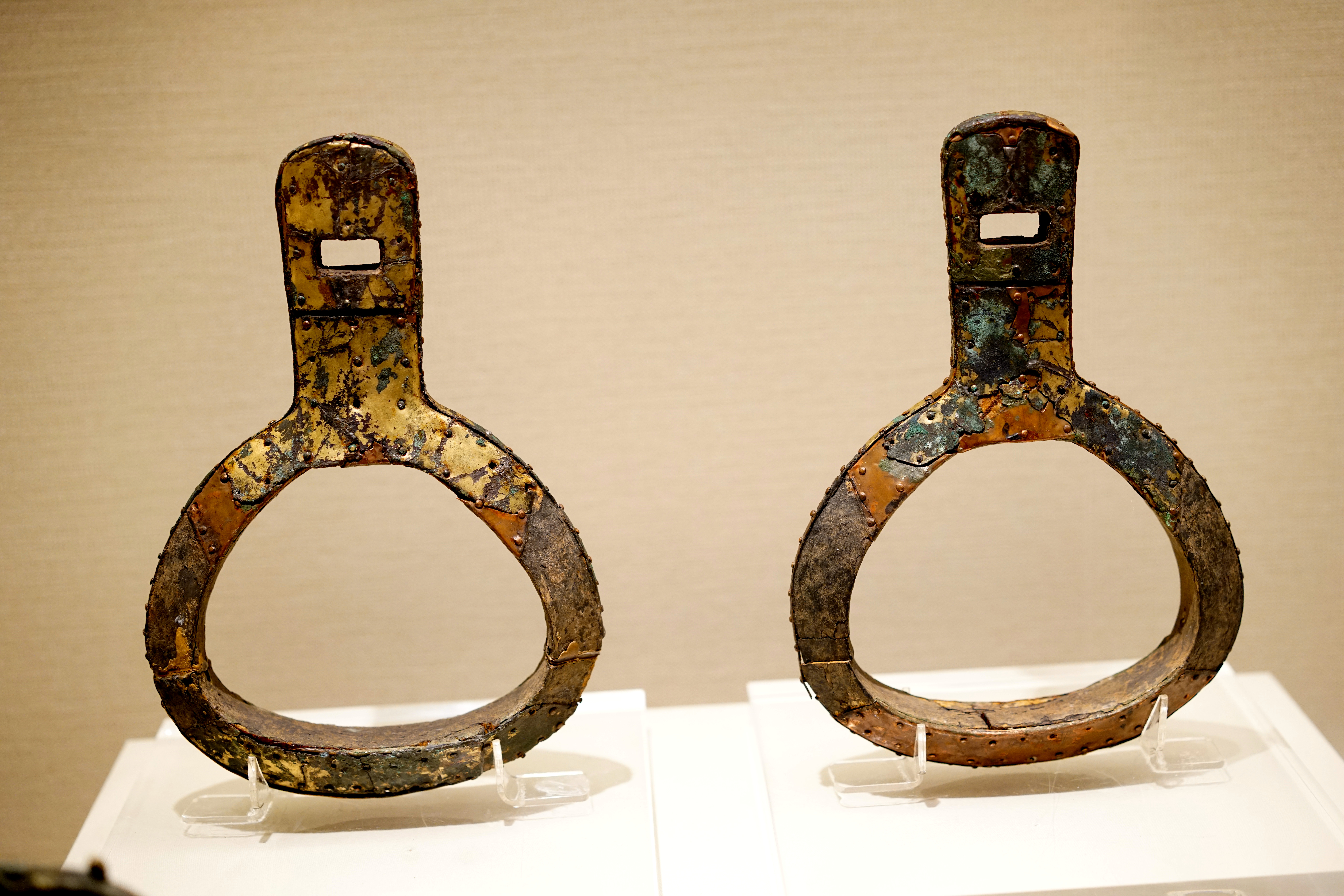
O estribo duplo mais antigo existente, da tumba de Feng Sufu, um nobre chinês Hã da dinastia Iã do norte, 415. Descoberto em Beipiao, Liaoning.
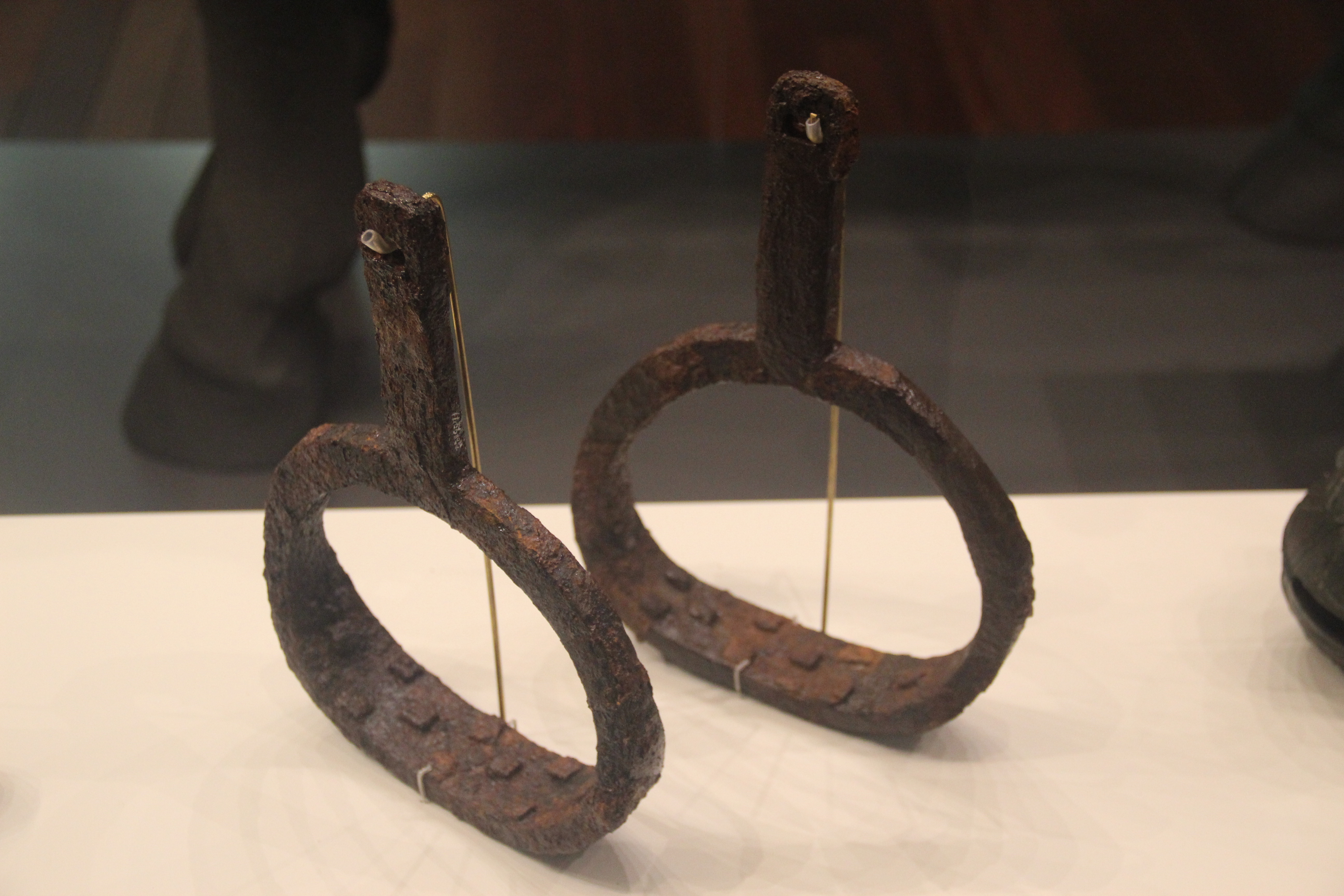
Estribos de ferro, confederação Gaya
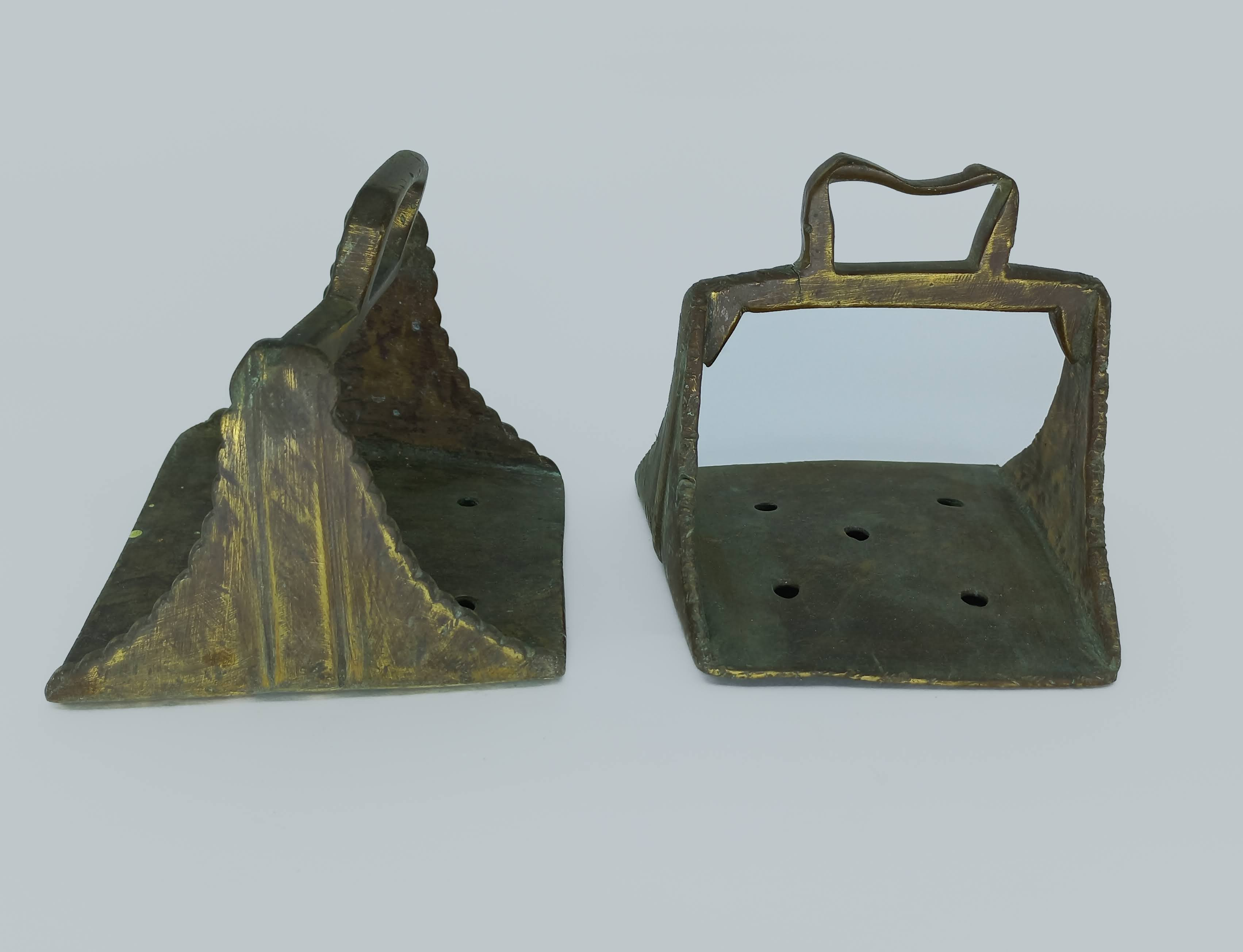
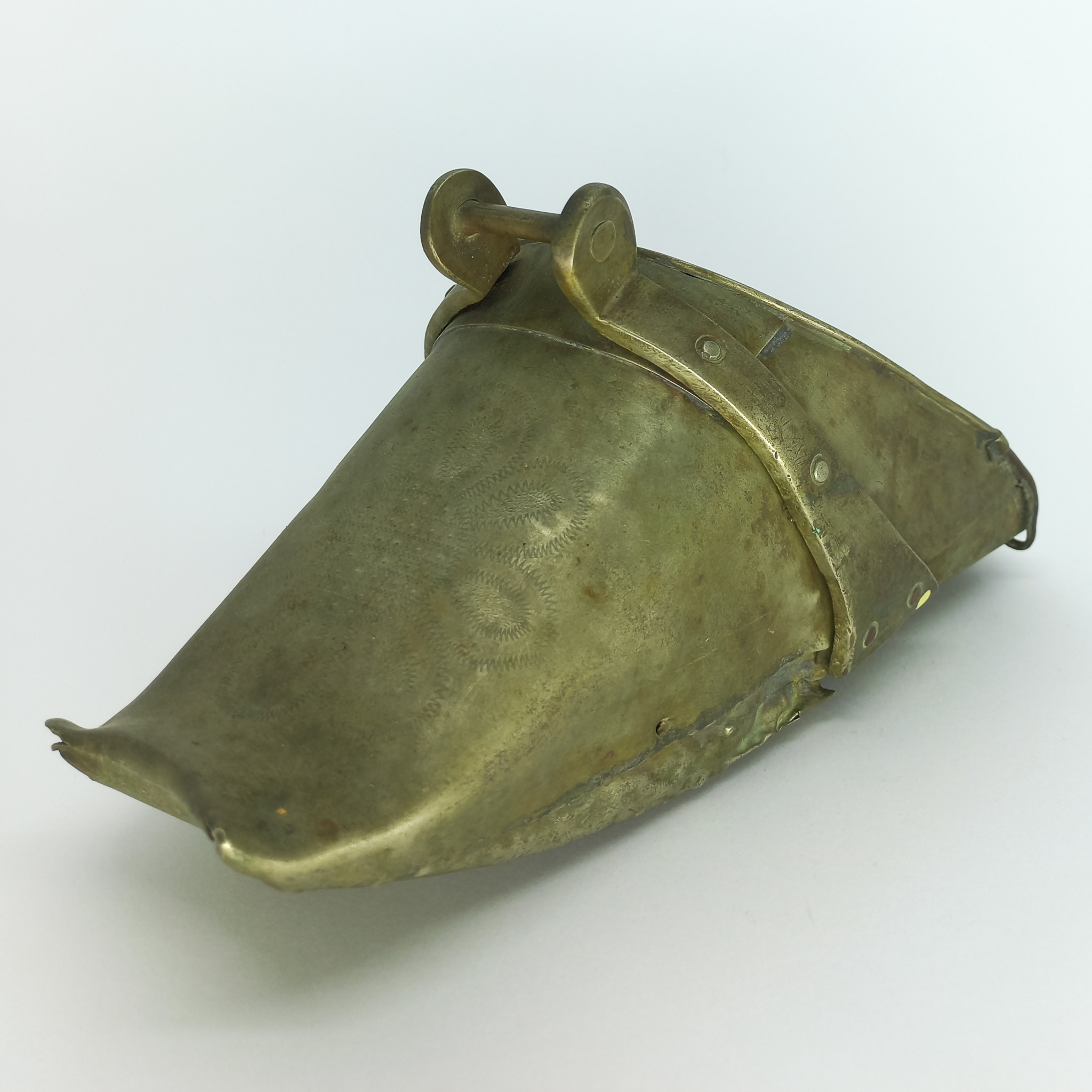
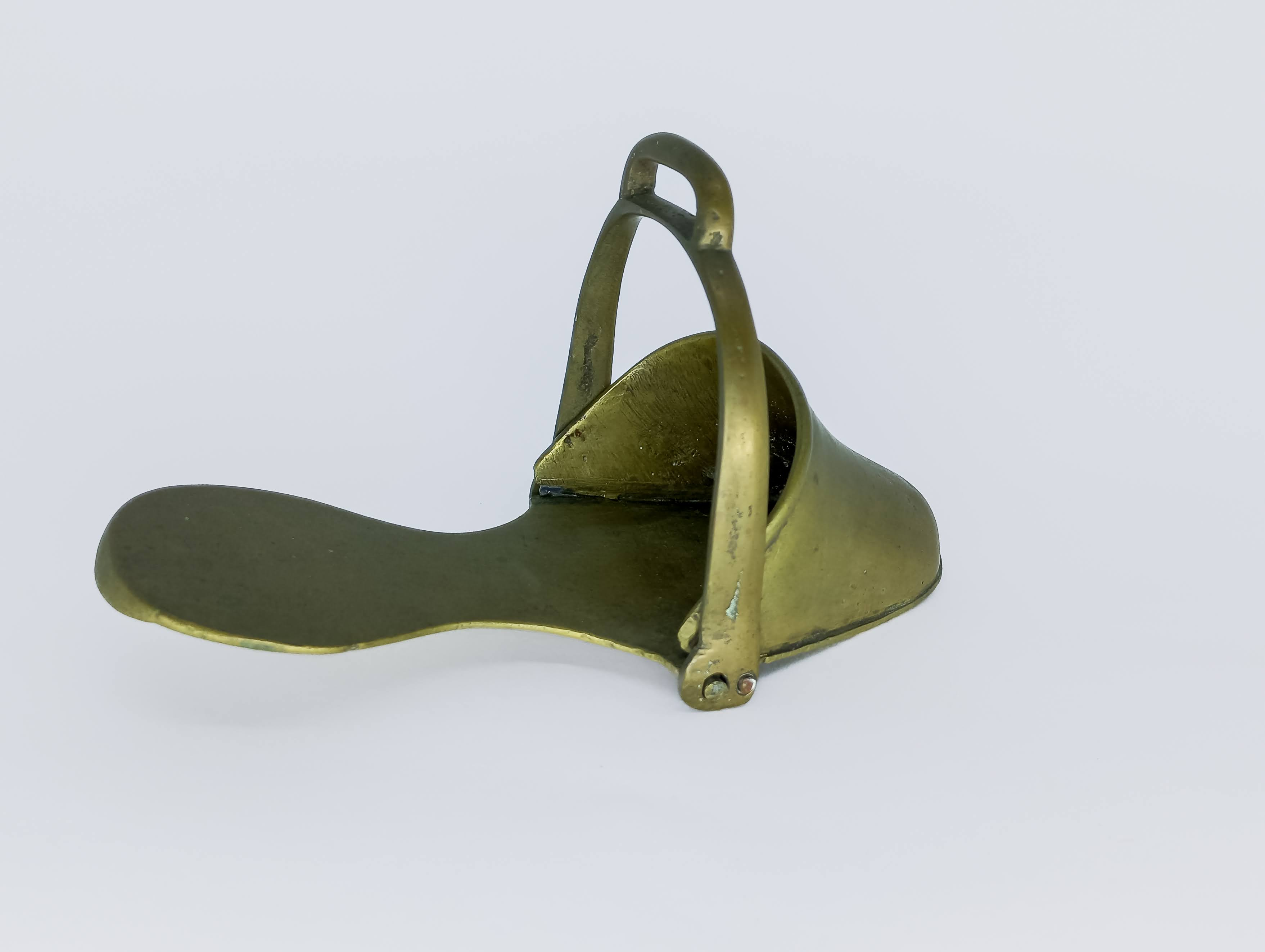

### Japão

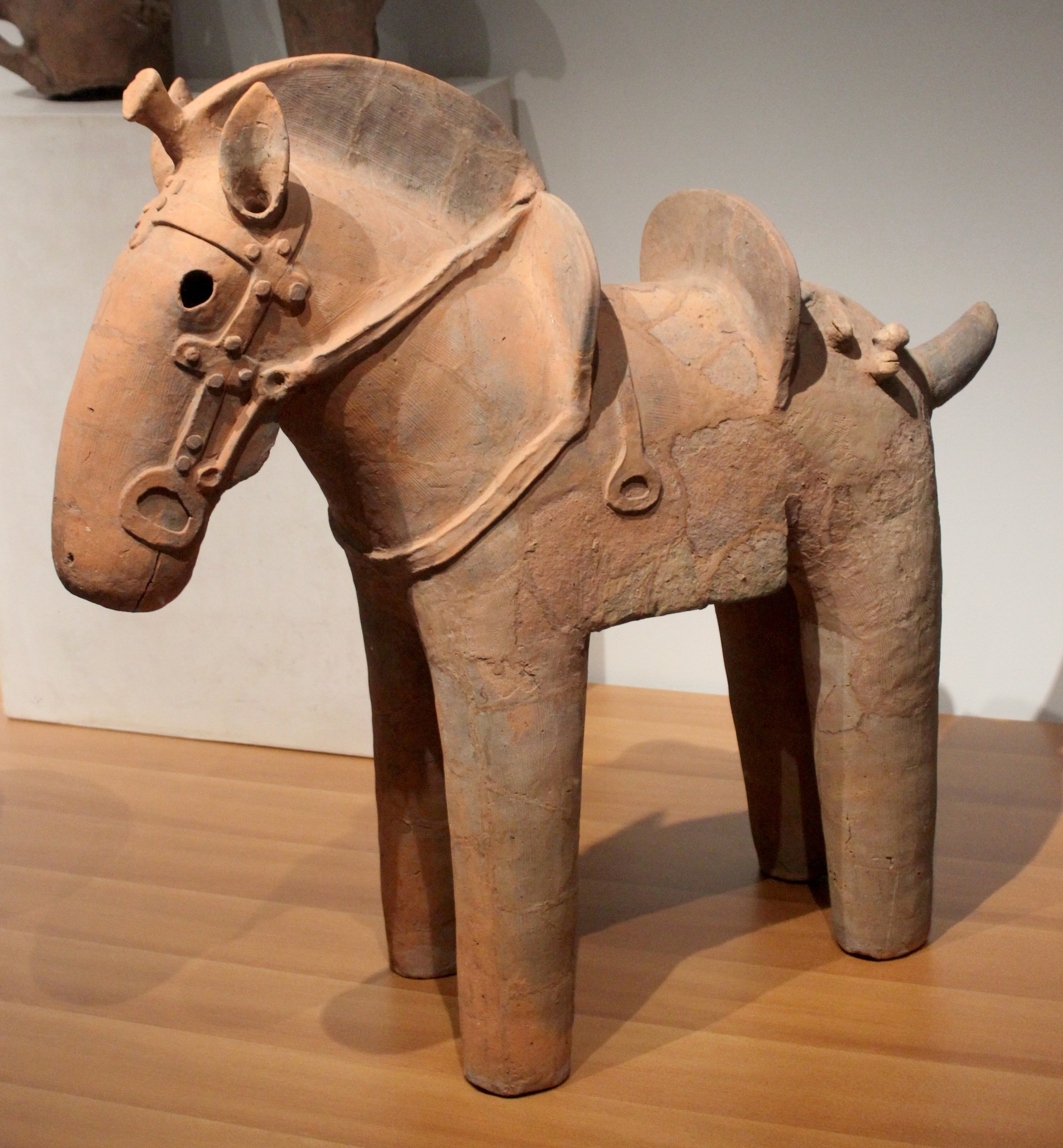
Estatueta de cavalo Haniwa, completa com sela e estribos, século VI, período Kofun, Japão

Os estribos (abumi) eram usados no Japão já no século V. Eles eram anéis de fundo plano de madeira coberta de metal, semelhantes aos estribos europeus. Os primeiros exemplos conhecidos foram escavados em tumbas. Estribos em forma de taça (tsubo abumi) que envolviam a metade frontal do pé do cavaleiro eventualmente substituíram o desenho anterior.
Durante o período Nara, a base do estribo que sustentava a sola do cavaleiro era alongada além da copa do dedo do pé. Este estilo de estribo de meia língua (hanshita abumi) permaneceu em uso até o final do período Heian, quando um novo estribo foi desenvolvido. O fukuro abumi ou musashi abumi tinha uma base que se estendia por todo o comprimento do pé do cavaleiro e os lados direito e esquerdo da concha do dedo do pé foram removidos. As laterais abertas foram projetadas para evitar que o piloto prendesse o pé no estribo e fosse arrastado.
A versão militar deste estribo aberto (shitanaga abumi) estava em uso no período Heian médio. Era mais fino, tinha um bolso mais profundo no dedo do pé e uma prateleira para os pés ainda mais longa e plana. Este estribo permaneceu em uso até que os anéis de estribo de estilo europeu foram reintroduzidos no final do século XIX. Não se sabe por que os japoneses desenvolveram este estilo único de estribo. Estes tinham um formato distinto de cisne, curvado para cima e para trás na frente de modo a trazer o laço da tira de couro sobre o peito do pé e atingir um equilíbrio correto. A maioria dos espécimes sobreviventes deste período são feitos inteiramente de ferro, incrustados com desenhos de prata ou outros materiais e cobertos com laca. Em alguns exemplos, há uma barra de ferro do laço para a placa de pé perto do calcanhar para evitar que o pé escorregue. As placas de pés são ocasionalmente perfuradas para deixar sair água ao cruzar rios, e esses tipos são chamados de suiba abumi. Existem estribos com orifícios na parte frontal formando bases para uma lança ou estandarte.

### Europa

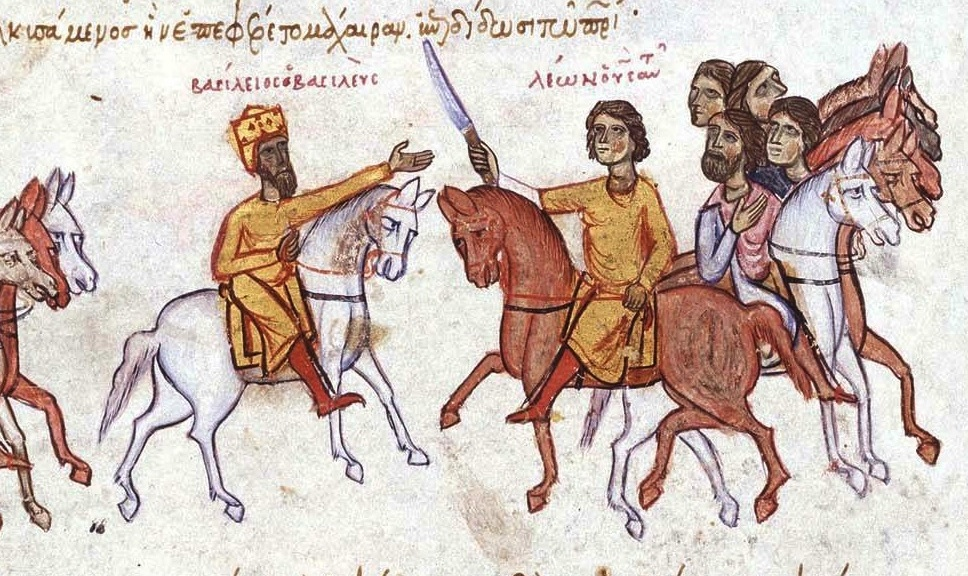
O imperador romano Basílio I, o macedônio, e seu filho Leão em cavalos com estribos. (Escilitzes de Madri, Biblioteca Nacional de Espanha, Madri)

No final do século VI ou início do século VII, principalmente devido aos invasores da Ásia Central, como os avares, os estribos começaram a se espalhar pela Ásia para a Europa, da China. Em termos de achados arqueológicos, a forma de estribo de ferro em forma de pera, o ancestral dos tipos europeus medievais, foi encontrada na Europa em túmulos ávaros do século VII na Hungria. Um total de 111 espécimes de estribos de ferro fundido em forma de maçã do início da Idade Média, com laço de suspensão alongado e piso plano e ligeiramente dobrado para dentro, foram escavados de 55 cemitérios na Hungria e regiões vizinhas em 2005. A primeira referência literária europeia ao estribo pode estar no Strategikon, tradicionalmente atribuído ao imperador romano Maurício e, portanto, escrito em algum momento entre 575 e 628, mas isso é amplamente contestado, e outros colocam a obra no século VIII ou IX. O manual de Maurício observa o equipamento apropriado da cavalaria imperial: "as selas devem ter roupas grandes e grossas; os freios devem ser de boa qualidade; presos às selas devem ser dois degraus de ferro [skala], um laço com uma correia.... " Dennis observa que a falta de uma palavra grega específica para estribo evidencia sua novidade para os bizantinos, que supostamente os adotaram de seu amargo inimigo, os ávaros, e subsequentemente os transmitiram para seus futuros inimigos, os Árabes. Uma data do início do século VII é garantida para a maioria dos achados húngaros de estribos com laços de suspensão alongados, embora alguns deles devam ser anteriores a 600. Evidências literárias e arqueológicas juntas podem indicar que o estribo era de uso militar comum no Centro-Sul da Europa e no Mediterrâneo Oriental na segunda metade do século VI, com o Império Romano os tendo em uso por volta do ano 600.
Por volta do século VIII os estribos começaram a ser adotados mais amplamente pelos europeus. Os primeiros estribos da Europa ocidental, os de Budenheim e Ratisbona, foram trazidos do Grão-Canato Avar como butim ou presentes, ou eram imitações locais de estribos em uso naquela época entre os guerreiros avar. No entanto, os estribos do estilo Avar não foram amplamente adotados na Europa Ocidental. Os estribos não aparecem em grande número nos meios merovíngio e ítalo-lombardo, nem tão frequentemente como na Bacia dos Cárpatos. A maioria dos outros estribos encontrados na Alemanha que datam do século VII não se assemelham ao estilo avar de ferro comumente encontrado em assembleias funerárias da Hungria e regiões vizinhas. Em vez disso, suportes suspensos ocasionalmente encontrados em assembleias funerárias no sul da Alemanha sugerem o uso de estribos de madeira. A escassez de achados de estribos do início da Idade Média na Europa ocidental foi observada por Bernard Bachrach: "Dos 704 sepultamentos masculinos do século VIII escavados na Alemanha até [sic] 1967, apenas 13 tinham estribos". Os primeiros estribos na região do Báltico são réplicas daqueles existentes na Alemanha durante o século VI. No norte da Europa e na Grã-Bretanha, a metamorfose de formas anteriores de madeira, corda e couro de estribos em formas de metal pode ser vista no registro arqueológico ", sugerindo que uma ou mais das primeiras formas têm desenvolvimento paralelo com as da Hungria, em vez de serem derivadas somente da última região. ” "Na Escandinávia, dois tipos principais de estribos são discernidos e, a partir deles, pelo desenvolvimento e fusão de diferentes elementos, alguns quase certamente de origem da Europa central, a maioria dos outros tipos evoluíram." O primeiro tipo principal, escandinavo tipo I, parece dever pouco às formas húngaras. A mais antiga variedade deste tipo pode ser datada do século VIII. O segundo tipo principal no norte da Europa tem, como sua característica mais característica, um laço de suspensão retangular pronunciado colocado no mesmo plano que o arco, como encontrado entre os exemplos húngaros, e é predominantemente centrado na Dinamarca e na Inglaterra durante os últimos dias do séculos X e XI. Uma variante deste tipo, chamado estribo do Norte Europeu, foi datado da segunda metade do século X, na Suécia, encontrou no barco-sepultamento cemitério de Valsgärde.

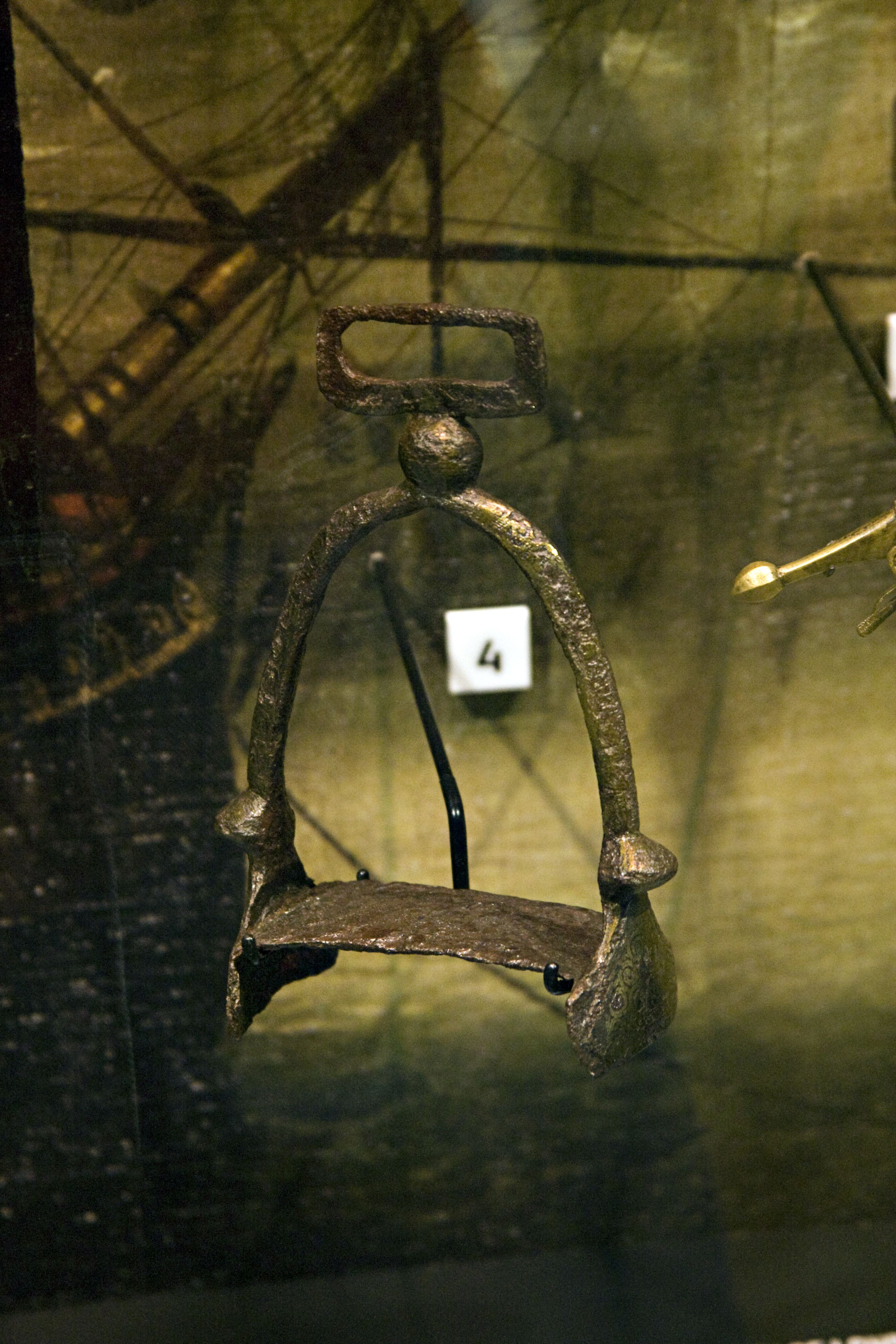
Estribo do século X encontrado na Inglaterra

Na Dinamarca de 920 a 980, durante o reinado dos reis Jelling, muitos dinamarqueses importantes foram enterrados com honras militares e equipados com estribos, pontas e esporas, nos chamados túmulos de cavalaria, encontrados principalmente no norte da Jutlândia. Na Inglaterra, argumenta-se, estribos não foram introduzidos pelos colonizadores escandinavos do século IX, mas são mais provavelmente relacionados a ataques viquingues posteriores liderados por Canuto, o Grande, e outros durante o reinado do rei Etelredo (978-1013).
No que hoje é a França, Charles Martel distribuiu terras apreendidas aos seus lacaios com a condição de que o servissem lutando da nova maneira, que alguns atribuem ao reconhecimento das potencialidades militares do estribo. Mais tarde, Carlos Magno ordenou a seus vassalos mais pobres para reunir os seus recursos e proporcionar um montado e armado cavaleiro, que o sistema provou ser inviável e, em vez do sistema de distribuição de terras aos vassalos baseados em serviço de um cavaleiro foi desenvolvido.

### África Ocidental
Os relatos do Império do Mali mencionam o uso de estribos e selas na cavalaria. Os estribos resultaram na criação e inovação de novas táticas, como cargas em massa com lança e espadas.

### Grande controvérsia do estribo
A introdução do estribo não apenas tornou o guerreiro montado supremo na guerra medieval, mas pode ter iniciado mudanças sociais e culturais complexas e de longo alcance na Europa. Alguns estudiosos atribuem o nascimento do feudalismo e sua subsequente disseminação no norte da Itália, Espanha, Alemanha e no território eslavo a este uso do estribo. Argumenta-se que a crescente estrutura de classes feudais da Idade Média europeia derivou, em última análise, do uso de estribos: "Poucas invenções foram tão simples como o estribo, mas poucas tiveram uma influência tão catalítica na história. Os requisitos do novo modo de vida de guerra que tornou possível encontrou expressão em uma nova forma de sociedade da Europa Ocidental dominada por uma aristocracia de guerreiros dotados de terras para que pudessem lutar de uma maneira nova e altamente especializada".
Outros estudiosos contestam essa afirmação, sugerindo que os estribos podem fornecer pouca vantagem na guerra de choque, mas são úteis principalmente para permitir que um cavaleiro se incline mais para a esquerda e para a direita na sela durante a luta, e simplesmente reduzem o risco de cair. Portanto, argumenta-se, eles não são a razão para a mudança da infantaria para a cavalaria nos exércitos medievais, nem a razão para o surgimento do feudalismo.

## Fraquezas no design
Para o conforto do cavalo, todos os estribos exigem que a própria sela seja adequadamente projetada. A árvore sólida da sela distribui o peso do cavaleiro por uma área maior de superfície do dorso do cavalo, reduzindo a pressão em qualquer área. Se uma sela é feita sem uma árvore sólida, sem engenharia cuidadosa, o peso do cavaleiro nos estribos e nos couros pode criar pontos de pressão nas costas do cavalo e causar dor. Isso é especialmente perceptível com almofadas de bareback baratas que adicionam estribos por meio de uma correia nas costas do cavalo com um estribo em cada extremidade.

## Estribos modernos

### Estribos de estilo inglês

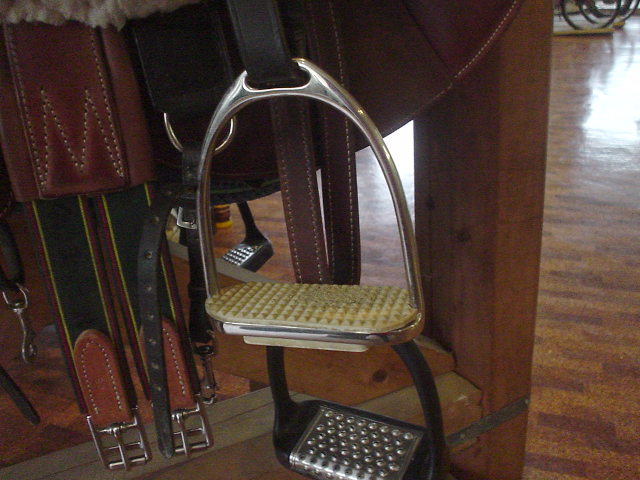
Estribos de fillis modernos

Os estribos usados nas selas inglesas são geralmente feitos de metal. Embora chamados de "ferros", eles não são mais feitos de ferro, como regra, mas em vez disso, o aço inoxidável é o metal preferido, devido à sua resistência, embora quando o peso é um problema, como para um jóquei, eles também podem ser feito de alumínio. Estribos baratos podem ser feitos de níquel, que podem entortar ou quebrar facilmente. Os estribos também podem ser feitos de materiais sintéticos e várias ligas metálicas. Existem muitas variações no design padrão do estribo, a maioria alegando ser mais seguro no caso de uma queda ou tornar mais fácil para o piloto manter uma posição adequada de pé e perna.